# Sideroxylon cartilagineum
Sideroxylon cartilagineum är en tvåhjärtbladig växtart som först beskrevs av Arthur John Cronquist, och fick sitt nu gällande namn av Terence Dale Pennington. Sideroxylon cartilagineum ingår i släktet Sideroxylon och familjen Sapotaceae. IUCN kategoriserar arten globalt som nära hotad. Inga underarter finns listade i Catalogue of Life.